# Interagency Emergency Health Kit
Das Interagency Emergency Health Kit (IEHK) ist eine von verschiedenen Hilfsorganisationen und UN-Institutionen entwickelte standardisierte Zusammenstellung von Medikamenten, Medizinprodukten und zugehöriger Ausrüstung, die zum Einsatz bei Katastrophen und vergleichbaren Notsituationen großen Ausmaßes vorgesehen ist. Ziel ist die schnelle Bereitstellung einer Basisgesundheitsversorgung in Bereichen, in denen die medizinischen Einrichtungen zerstört wurden, oder für eine große Zahl an Flüchtlingen in einem Gebiet ohne medizinische Infrastruktur. Das IEHK entstand aus dem 1990 entwickelten WHO Emergency Health Kit sowie der 1998 als New Emergency Health Kit vorgestellten Nachfolgeversion. Die Kapazität eines IEHK, das Verpackungen mit einem Gesamtvolumen von rund 4,8 Kubikmeter umfasst und rund eine Tonne wiegt, ist auf die Versorgung von etwa 10.000 Menschen für einen Zeitraum von drei Monaten ausgelegt.

## Entwicklung
Entwickelt wurde das Interagency Emergency Health Kit 2006 organisationsübergreifend unter Beteiligung von Vertretern verschiedener Einrichtungen der Vereinten Nationen, wie der Weltgesundheitsorganisation (WHO), dem Hochkommissariat der Vereinten Nationen für Flüchtlinge (UNHCR) und dem Kinderhilfswerk der Vereinten Nationen (UNICEF), sowie von Nichtregierungsorganisationen wie der Internationalen Rotkreuz- und Rothalbmond-Bewegung und Ärzte ohne Grenzen. Mit der Einbindung verschiedener Organisationen wurde dabei eine Standardisierung angestrebt, durch welche unter anderem die Ausbildung im Umgang mit den Komponenten vereinfacht und die Zusammenarbeit der verschiedenen Organisationen im Einsatz verbessert werden sollen. Im Rahmen der Weiterentwicklung der Ausgangsversionen erfolgten vor allem eine Anpassung an die Entwicklung und die Auswirkungen der HIV/AIDS-Epidemie und an die Ausbreitung von Resistenzen gegen gängige Malariamittel sowie Verbesserungen aufgrund der Einsatzerfahrungen der beteiligten Organisationen.

## Konzept
Ein Interagency Emergency Health Kit besteht aus zehn Basiseinheiten (Basic units) zur grundlegenden Versorgung von je 1.000 Patienten. Die Behandlungsmöglichkeiten, die eine Basiseinheit bietet, orientieren sich dabei an Gesundheitspersonal mit eingeschränkter Ausbildung. Die Größe der Basiseinheiten ermöglicht deren einfachen Transport und ihre Verteilung an kleine Gesundheitsstationen. Neben den Basiseinheiten enthält ein IEHK darüber hinaus eine Ergänzungseinheit (Supplementary unit), deren Inhalt ausreichend ist für die Versorgung von 10.000 Patienten an einem Ort. Die Anwendung der Ergänzungseinheit ist Personal mit professioneller Ausbildung wie Pflegekräften beziehungsweise Ärzten vorbehalten. Während die Basiseinheiten unabhängig von der Ergänzungseinheit eingesetzt werden können, ist für die Verwendung der Ergänzungseinheit das Vorhandensein einer oder mehrerer Basiseinheiten notwendig. Da der Einsatz eines Interagency Emergency Health Kits nur in der Initialphase einer Notsituation vorgesehen ist, wird eine Nachlieferung zum Weiterbetrieb der Versorgung nicht empfohlen.

## Inhalt
Zu den Medikamenten in einem Interagency Emergency Health Kit zählen unter anderem Doxycyclin und Amoxicillin als Antibiotika, Ibuprofen und Paracetamol als Schmerzmittel sowie Salze zur Zubereitung von oralen Rehydratationslösungen. An Medizinprodukten gehören beispielsweise Schnelltests zum Nachweis von Malaria, Injektionsspritzen, Fieberthermometer, Operationshandschuhe zur Einmalverwendung, Sterilisationstechnik, eine Grundausstattung an chirurgischen Instrumenten sowie Gefäße zur Zubereitung und Lagerung von Lösungen zur Ausstattung. Nicht in einem IEHK enthalten sind spezielle Medikamente und Geräte für die Geburtshilfe und die Versorgung von Neugeborenen, für die es mit dem Minimum Initial Service Package for Reproductive Health (MISP) ein ergänzendes Konzept gibt, sowie Geräte zur Beatmung, eine umfassende chirurgische Ausstattung, Medikamente gegen Lepra und Tuberkulose sowie Impfstoffe und Spezialnahrung für Ernährungsprogramme.